# Urs Kohlhaas
Urs Kohlhaas (1967) es un deportista suizo que compitió en natación, en la modalidad de aguas abiertas. Ganó una medalla de bronce en el Campeonato Europeo de Natación en Aguas Abiertas de 1991, en la prueba de 25 km.

## Palmarés internacional
| Campeonato Europeo | Campeonato Europeo | Campeonato Europeo | Campeonato Europeo |
| Año                | Lugar              | Medalla            | Prueba             |
| ------------------ | ------------------ | ------------------ | ------------------ |
| 1991               | Terracina (Italia) | Medalla de bronce  | 25 km              |